# Чуди, Фридолин
Фридолин Чуди, доктор Фридолин Чуди (нем. Fridolin Tschudi, * 11 июня 1912 г. Цюрих; † 5 января 1966 г. Клостерс-Зернойс), Швейцария) — швейцарский писатель, поэт, либреттист и литературный переводчик.

## Жизнь и творчество
Получил университетское образование; изучал юриспруденцию и общественные науки. Затем работал как свободный журналист. В то же время занимался литературной деятельностью. Был автором многочисленных стихотворений юмористического и  сатирического, зачастую критического содержания. Особую популярность у читателей  приобрели его стихотворения, публиковавшиеся на первой странице цюрихской газеты Die Weltwoche в период с 1944 и до 1966 года. Писал также либретто для постановок кабаре в Германии и в Швейцарии. Широко известны также были его стихотворные сопровождения популярной серии комиксов Ringgi und Zofi художника Гуго Лауби. Фридолин Чуди был автором текстов к его сборникам с первого по восемнадцатый. Писал также о животных, о домашних кошках.
Похоронен на кладбище Флунтерн в Цюрихе.

## Избранные сочинения
- Ищущий (*Der Suchende), Zürich 1944
- Тик-Так (Tic-Tac). Оперетта (совместно с актёром Фрицем Шульцем). Zürich u. a. 1947. музыка: композитор Пауль Буркхард. UA 1944 Zürich
- Маленький театр сказок (Das kleine Märchentheater), Luzern 1949
- Горячо любимая Каролина (Heissgeliebte Karoline), Zürich 1955
- Любит, не любит...(Sie liebt mich, sie liebt mich nicht …), Zürich 1955
- Добрая Луна (Guter Mond …,) Zürich 1957
- Парижанка (Die Pariserin). Музыкальная комедия (совместно с Н.О.Скарпи). Музыка Пауля Буркхарда. UA 1957 Zürich
- Записная книжка веселья (Handbuch der Heiterkeit), Zürich 1958
- Горная дорога (Die Bergbahn), Basel 1962 (совместно с Морицем Кеннелом)
- Шкатулка лирики (Lyrisches Leierkästchen), Zürich 1962
- Из любви к тебе (Dir zuliebe), Zürich 1964
- Из наслаждения читать (Vom genüsslichen Lesen), Offenbach am Main 1964
- Пятнадцать басен (Die fünfzehn Fabeln), Zürich 1965
- Избранные стихотворения (Ausgewählte Verse), Zürich 1966
- Вместо цветов (Statt Blumen), Zürich 1967
- Небесная латынь (Wolkenlatein), Zürich 1968
- Семь нежных голубков (Sieben sanfte Turteltauben), Zürich 1969
- Лекарство улыбаться (Medizin des Lächelns), Zürich 1976
- Да здравствует жизнь (Es lebe das Leben), Stäfa 1985
- Цюрих 2000 (Zürich 2000), Stäfa, Schweiz 1986
- Наши животные (Unsere Tiere), Stäfa 1988
- Радоваться тому, что живём (Froh sein, dass wir leben dürfen), Stäfa 1989
- Улыбка дороже смеха (Lächle lieber statt zu lachen), Stäfa 2003

### Переводы
- Эдвард Гори: Сомнительный гость (Der zweifelhafte Gast), Zürich 1961
- Рон Спильмен: Котёнок маленький... (Kätzchen klein …), Rüschlikon-Zürich 1962
- Рон Спильмен: Котята- Сокровища... (Kätzchen sind Schätzchen), Rüschlikon-Zürich 1964
- Рон Спильмен: Кошачьи прыжки (Katzensprünge), Rüschlikon-Zürich 1965

## Дополнения
- Фидолин Чуди на linsmayer.ch,
- Tschudi, Fridolin — статья из Исторического словаря Швейцарии (нем.) (фр.) (итал.)